# Банковский учёт
Банковский учёт (бухгалтерский учёт в банках) — упорядоченная система сбора и обобщения информации об имуществе и обязательствах кредитной организации, её финансовых и хозяйственных операциях.

## История банковского счёта
С возникновением денег появилась потребность их менять, давать в долг (под процент), рассчитываться.
Такого рода операции требовали записи, как на случай забывчивости, так и как подтверждение долга.
Кое-что об операциях тех давних времен можно узнать из речей риторов — Демосфен и Аристотель.
Трапезы/меняльные конторы/банки вели счётные книги. Бумага (папирус) и кожа были дорогие. Записи старались вести на табличках. Часто таблички покрывались воском.
Основным источником о праве, деятельности банкиров, и торговых связях в IV века до н. э. считается XVII «Банкирская» речь (Трапедзитик) Исократа.
Римские банкиры назывались аргентариями.
Аргентарии (argentarii) — менялы и банкиры в древнем Риме (Энциклопедический словарь Брокгауза и Ефрона). Римляне стремились все ввести в рамки законов.
В Риме в банках велось несколько книг. Основной из книг была приходно-расходная. За её неправильное ведение могло последовать наказание. Хозяйственные операции записывали также в адверсарии. Именно из адверсария сгруппированные и очищенные от ошибок данные переносились в основную книгу.
Но в банках велась и ещё одна книга — книга учёта операций с клиентами. В ней операции учитывались и остатки выводились в разрезе клиентов.
Вопросы учёта иногда приходилось регулировать даже римскому сенату.
Так, по вопросу, что главнее запись в главной книге или аналитический документ (журнал с записью о долге по вкладу) Сенат принял решение, что для банкира важнее запись в Главной книге. Об это говорит в своей речи Цицерон (за Квинта Росция — актёра).
Следует отметить, что банки занимались операциями не только с наличностью, но и безналичными расчетами. Счета открывались на каждого клиента (nomem ratio). Остаток по счету клиента назывался реликвия.
Латинские учётно-бухгалтерские слова попали во многие языки мира и используются в современной бухгалтерии. Например, debet использовалось для обозначения долга клиента. Мы сейчас должников зовем дебиторами. Понятие habet depositos — «имеет вкладов».
Или к примеру авизо.
Авизо (итал. avviso)
извещение об изменениях в состоянии взаимных расчётов, посылаемое одним контрагентом другому. Особенно широко термин «А.» применяется в банковской практике (согласно БСЭ). Одновременно дается и второе понятие термина авизо — небольшое военное, сравнительно быстроходное судно, применявшееся в некоторых иностранных флотах (Франции, Италии, Испании) до начала 20 в. для разведки, а также для посыльной службы и различных поручений.
Раньше под авизо понимали корабль, который плавал между греческими островами, от Италии до Египта и перевозил корреспонденцию, сообщения. Вот таким образом название корабля «перешло» на банковское извещение.
Ну а известное слово кредит (от лат. credit — он верит) — одна из двух сторон бухгалтерских счетов (обычно правая) — красноречиво говорит о том, что в кредите отражаются долги банка перед клиентом.
По имеющимся сейчас данным, можно считать, что уже в Древнем Риме учёт велся путём двойной записи.
В целом, банковский учёт развивался по мере развития самих банков и банковского дела. Об истории вопроса (о банках и о их деятельности) можно судить и по литературным произведениям, например по роману А. Дюма «Граф Монте-Кристо».
Для оценки и сравнения бизнеса, унификации процедур в соответствии с законодательством хотелось получить унификацию и учётно-ссудных процедур и правил учёта.
Идея с однообразным планом счетов приходила в голову разным людям. Высказывались разные предложения.
В 1903 году Ежен Леотей предложил план счетов и баланс, в которых было 4 раздела: "Капитал, " « Запасы», " Денежные средства ", « Привлеченные стоимости и обязательства»
Национальный план счетов в Германии был разработан и внедрен в 1937 году.

## Банковский учёт в России
Что касается России, то изменение кредитной системы страны и последовавшее после этого, в 1860 году, учреждение Государственного банка и его отделений, дало толчок к развитию в России кредита и появлению кредитных обществ.
Разнообразие банковских операций, их новизна для России, с одновременным открытием всех банковских организаций во многих и различных местах в России, вызвали потребность в людях, которые были бы серьёзно знакомы с банковскими операциями и с банковским счетоводством.
Одной из основных форм ссудно-учётных операций был учёт векселей, а из обязательств — вклады и процентные бумаги. Также одно время Госбанк активно вел операции по размену бумажных денег на серебряную монету.
Статьи на балансе Госбанка открывались и заводились книги по необходимости совершения операций. Например, в 1872 году в балансе были открыты счета по учёту операций с железными дорогами и специальные счета по кредитам, открываемым коммерческим банкам. Это были новые операции, ведь до 1860-х годов частных кредитных организаций в России практически не было.
В России выходили специализированные издания по данному вопросу, специальная литература и учебные материалы.
Тем не менее, бухгалтеров не хватало, а уровень их квалификации не всегда соответствовал текущим требованиям. Как вспоминает Н. П. Полянский, в Рыбинской конторе должность бухгалтера была занята, однако «оказалось, что он мог только вести свой бухгалтерский мемориал. Дело же знал плохо. Каждый раз во время заключения годичных счетов я садился за его конторку и сходил с неё лишь после посылки балансовой с выводом прибыли или убытка телеграммы»
В отличие от наших времен утверждённого «Плана счетов» в те времена не было. Все обходились наименованием счетов и их экономическим смыслом.
Революция привела к изменению учётной системы. Формально новая власть провозгласила отказ от денег. Но тем не менее деньги (или их заменители - совдензнаки) были нужны и учитывать их тоже надо было как в рамках бюджетного процесса, так и в рамках денежного обращения в широком смысле этого слова.
Например, Ленин настаивал на полной отмене денежной системы.
С переходом к НЭП Новая экономическая политика, денежной реформой 1924 г., стала восстанавливаться и денежная система государства и работа коммерческих кредитных организаций.
После реформы и в ходе её были открыты специализированные банки (госбанк был открыт в 1921 г.), кооперативные банки и общества сельхозкредита.
Из работ этого периода интересным является издание «Банковое счетоводство» Вейцмана Р. Я. (М., Центросоюз, 1927)
Следует отметить, что как учёт, так и техника банковского дела в этот период базировались ещё на известных дореволюционных основах, правилах и методиках.
Основным учётом, то есть занесением записей в главную книгу, контролем операций занималась главная бухгалтерия. В секторах (отделах) велись отдельные специальные книги. Например, книга учтенных векселей или долговых обязательств. Учёт их велся в отдельной книге с перенесением данных в главную книгу.
Кредитная реформа 1930-32 гг. привела к большей централизации кредитных ресурсов. Её задачей была замена товарного кредитования банковских кредитов, централизация кредитования в Госбанке Государственный банк СССР, изменение банковской структуры.
С мая 1932 г. финансирование и кредитование капитальных затрат стали осуществляться четырьмя всесоюзными банками долгосрочных вложений: Всекобанком, Промбанком, Сельхозбанком, Цекомбанком.
Централизация кредитных ресурсов и их движения требовала одновременно и централизации отчётов, форм и процедур.
Так как к Госбанку перешли расчётные функции, функции кассовые и по краткосрочному кредитованию, он получил от других банков множество отделений и являлся головным банком, то все учётные и отчётные процедуры стали фактически внутренним делом Госбанка.
План счетов и Правила бухгалтерского и операционного учёта, утверждённый Госбанком распространялись на все его отделения. Похожий план счетов, но несколько иной и Правила учёта были в специализированных банках, например Внешэкономбанке.
Правила были жесткие, основанные на единой системе учёта государственных средств.
План счетов появился как единая методологическая система учёта позже.
Система, построенная в 30-х годах, просуществовала до конца 80-х годов, до появления коммерческих кооперативных банков.
В период 1988—1989 гг. создаются специализированные госбанки — Жилсоцбанк, Агропромбанк.
Появление новых субъектов, таких как акционерные общества, фермеры и т. п. субъекты экономических отношений приводило к необходимости изменений в План счетов и Правила.
Да и сама процедура прохождения денежного потока, распределение прав и обязанностей в коммерческих банках стали отличаться от государственных.
К 1 января 1989 г. в стране насчитывалось 43 коммерческих банка, а к концу 1991 г. уже 1357.
В соответствии с действующим законодательством правила ведения бухгалтерского учёта в банках определяет Центральный банк Российской Федерации

## План счетов кредитных организаций
- 1981—1989 Инструкция по операционной работе, бухгалтерскому учёту, внутрибанковскому контролю и отчётности учреждений Государственного банка СССР № 12 от 21.11.1980
- Указания Госбанка СССР № 1027 по применению плана счетов бухгалтерского учёта в банках СССР от 18.11.1987 г.
- 1989—1997 — действовал План счетов бухгалтерского учёта в коммерческих банках (кредитных учреждениях) Российской Федерации, первая редакция которого утверждена Письмом Госбанка СССР от 21.12.1989 № 254.
- 1998—2002 — действовал План счетов бухгалтерского учёта для кредитных организаций, содержащийся в «Правилах ведения бухгалтерского учёта в кредитных организациях, расположенных на территории Российской Федерации», утверждённых Приказом ЦБ РФ от 18.06.1997 № 02-263 (и ранее Приказом ЦБ РФ от 31.10.1996 № 02-399).
- 2003—2007 — действовал План счетов бухгалтерского учёта для кредитных организаций, содержащийся в «Правилах ведения бухгалтерского учёта в кредитных организациях, расположенных на территории Российской Федерации», утверждённых Положением Банка России от 05.12.2002 № 205-П.
- 2008-2012 — действовал План счетов бухгалтерского учёта для кредитных организаций, который содержался в «Правилах ведения бухгалтерского учёта в кредитных организациях, расположенных на территории Российской Федерации», утверждённых Положением Центрального банка России 26.03.2007 г. № 302-П.

В декабре 1989 г. был доведен новый план счетов для коммерческих и кооперативных банков (письмо № 254). Отделения Сберегательного банка должны были перейти на этот план счетов позже, по мере готовности.
Этот план счетов просуществовал до 1998 года. Основным его неудобством было то, что он не мог отражать тех операций, которые стали совершать коммерческие банки по операциям не проводимым Госбанком и изменением структуры субъектов экономической деятельности.
Как правило, Правила ведения бухгалтерского, а ранее и операционного учёта менялись параллельно с Планом счетов.
С 01.01.2013 действуют Правила, утверждённые Положением Банка России № 385-П от 16.07.2012.
Со 02.04.2017 действуют Правила, утверждённые Положением Банка России № 579-П от 27.02.2017.

## Правила ведения банковского учёта
- Инструкция по операционной работе, бухгалтерскому учёту, внутрибанковскому контролю и отчётности учреждений Государственного банка СССР № 12 от 30.08.1967
- Инструкция по операционной работе, бухгалтерскому учёту, внутрибанковскому контролю и отчётности учреждений Государственного банка СССР № 12 от 21.11.1980
- Правила ведения бухгалтерского учёта и отчётности в учреждениях банков СССР. № 7. Утверждены Госбанком СССР от 30.09.1989 г.
- Правила ведения бухгалтерского учёта в кредитных организациях, расположенных на территории Российской Федерации № 61, утверждены Приказом от 18.06.1997 № 02-263.
- О правилах ведения бухгалтерского учёта в кредитных организациях, расположенных на территории Российской Федерации, положение Банка России от 05.12.2002 г. № 205-П
- О правилах ведения бухгалтерского учёта в кредитных организациях, расположенных на территории Российской Федерации, положение Банка России от 26.03.2007 г. № 302-П
- О правилах ведения бухгалтерского учёта в кредитных организациях, расположенных на территории Российской Федерации, положение Банка России от 16.07.2012 г. № 385-П

По валютным операциям существовали свои правила учёта.
- Инструкция О порядке совершения банковских операций с иностранной валютой Госбанк СССР от 27 апреля 1979 г. № 64.
- Инструкция «О порядке совершения банковских операций по международным расчетам» Внешторгбанк СССР от 25 декабря 1985 г. № 1

Сейчас Российская Федерация постепенно переходит на МСФО. В отличие от российских стандартов международные стандарты финансовой отчётности не регламентируют, каким должен быть план счетов.

## Задачи и объекты банковского учёта
Коммерческие банки представляют собой одно из центральных звеньев системы рыночных структур. Будучи организациями, созданными для привлечения свободных денежных средств юридических и физических лиц и перераспределения их, банки способствуют более эффективному использованию финансовых ресурсов, а следовательно, и развитию реального сектора экономики.
Учёт в коммерческом банке имеет ряд существенных особенностей — и по характеру операций, отражаемых в бухгалтерском учёте, и по организации учётной работы, и по форме и содержанию учётной и отчётной документации, и, разумеется, по основным бухгалтерским проводкам.
Банковский учёт характеризуется оперативностью и единством формы построения. Это проявляется в том, что все расчётные, кредитные и другие операции, совершенные в банке в течение операционного времени, в тот же день отражаются в лицевых счетах аналитического бухгалтерского учёта клиентов и контролируются путём составления ежедневного бухгалтерского баланса учреждения банка. Единая для всех банков форма учёта создает возможность анализа банковской деятельности. Чёткость и оперативность банковского учёта позволяет осуществлять контроль за сохранностью денежных средств, денежным оборотом и состоянием расчётных и кредитных отношений.
План счетов используется для отражения состояния собственных и привлечённых средств банка и их размещения в кредитные и другие активные операции. В соответствии с Планом счетов бухгалтерского учёта в банках, который устанавливается Центральным банком РФ, строятся балансы банков. План счетов, который положен в основу построения банковских балансов, использует принципы группировки счетов по экономическим однородным признакам ликвидности, срочности и обеспечивает конкретность информации. В нём прослеживается тенденция понижающейся ликвидности статей по активу и уменьшения степени востребования средств по пассиву.
Данные банковского учёта используются:
- руководителями банка в процессе принятия управленческих решений,
- собственниками кредитной организации для оценки перспектив её развития и распределения прибыли,
- банком России для регулирования банковской деятельности,
- клиентами банка для принятия решений о размещении вкладов и приобретении финансовых инструментов.

## Организационные основы банковского учёта в России
Банковский учёт, являясь разновидностью бухгалтерского учёта, существенно отличается от учёта остальных хозяйствующих субъектов. Тем не менее, предмет, задачи методы бухгалтерского учёта (документация, баланс, двойная запись, инвентаризация) неизменны и соответствуют требованиям законодательства о бухгалтерском учёте.
К ведению банковского учёта предъявляются следующие требования:
- Банковский учёт совершаемых операций по счетам клиентов, имущества, требований и обязательств, хозяйственных и других операций кредитной организации ведётся в валюте Российской Федерации.
- Учёт имущества других юридических лиц, находящегося у кредитной организации, осуществляется обособленно от материальных ценностей, принадлежащих ей на праве собственности.
- Банковский учёт ведётся кредитной организацией непрерывно с момента её регистрации и до момента ликвидации в установленном законодательством порядке.
- Кредитная организация ведёт банковский учёт имущества и обязательств, банковских, хозяйственных и иных операций путём двойной записи на взаимосвязанных счетах банковского, включённых в рабочий план счетов банковского учёта.
- Данные аналитического учёта должны соответствовать оборотам и остаткам по счетам синтетического учёта.
- Все операции и результаты инвентаризаций должны своевременно отражаться на счетах банковского учёта без каких-либо пропусков или изъятий.
- В бухгалтерском учёте банков текущие внутрибанковские операции и операции по учёту затрат капитального характера учитываются раздельно.
- Активы и пассивы учитываются по их первоначальной стоимости на момент приобретения или возникновения. Первоначальная стоимость может изменяться путём переоценки или путём создания резерва на возможные потери, однако активы и обязательства в иностранной валюте, драгоценных металлах и природных драгоценных камнях должны переоцениваться по мере изменения валютного курса и цены металла в соответствии с нормативными актами банка России.
- Ценности и документы, отражённые в учёте по балансовым счетам, — по внебалансовым счетам не отражается.
- Финансовые и хозяйственные операции отражаются в банковском учёте в день их совершения.

Правильно и грамотно организованный банковский учёт позволяет обеспечить:
- быстрое и чёткое обслуживание клиентов,
- своевременное и точное отражение банковских операций в учёте и отчётности кредитных организаций,
- предупреждение возможности возникновения недостач, неправомерного расходования денежных средств и материальных ценностей,
- сокращение затрат труда и средств на совершение банковских операций на основании применении средств автоматизации,
- надлежащее оформление документов, исходящих из кредитных организаций, облегчающее их доставку и использование по месту назначения, предупреждающее возникновение ошибок и совершение незаконных действий при выполнении учётных операций.

## Структура плана счетов банковского учёта
План счетов бухгалтерского учёта в кредитных организациях и правила ведения бухгалтерского учёта в кредитных организациях, расположенных на территории Российской Федерации, (далее — Правила) введён в действие положением Центрального банка Российской Федерации от 26 марта 2007 года № 302-п.
План счетов банковского учёта состоит из балансовых и внебалансовых счетов:
- Балансовые счета — основные счета по учёту имущества, ресурсов и обязательств банка.
- Внебалансовые счета — используются для учёта ценностей и документов, не влияющих на актив и пассив баланса (поступающих в банк на хранение и комиссию, на инкассо; бланков ценных бумаг и проч.)

Счета плана счетов группированы в пять глав.

### Балансовые счета
Балансовые счета (Глава А) — состоит из семи разделов:
- Раздел 1. «Капитал и фонды» — счета служат для учёта уставного и добавочного капитала, резервного фонда банка и фондов накопления, то есть собственных средств банка как обеспечения обязательств банка;
- Раздел 2. «Денежные средства и драгоценные металлы» — счета этого раздела служат для учёта наличных денег, в том числе в пути, наличной валюты, драгоценных металлов и камней. Эти активы самые ликвидные, однако наименее доходные;
- Раздел 3. «Межбанковские операции» — счета для учёта межбанковских расчётов, кредитов и депозитов (между коммерческими банками, а также между кредитной организацией и расчётно-кассовым центром банка России);
- Раздел 4. «Операции с клиентами» — счета служат для учёта средств на счетах клиентов банка; депозитов; кредитов, предоставленных клиентам — юридическим и физическим лицам;
- Раздел 5. «Операции с ценными бумагами» — счета служат для учёта вложений в акции, векселя, долговые обязательства, а также для учёта выпущенных самим банком ценных бумаг.
- Раздел 6. «Средства и имущество» — счета служат для учёта основных средств, нематериальных активов, их амортизации, запасов, дебиторской задолженности по хозяйственным операциям, в том числе по оплате труда и налогообложению. Также в этом разделе фигурируют вложения в деятельность дочерних и зависимых хозяйственных субъектов. Стоит обратить внимание, что счета по учёту имущества в банковском учёте поименованы лишь на шестом месте, а не на первом (как в плане счетов коммерческих организаций) — это лишний раз иллюстрирует тот факт, что в деятельности банка финансовые активы играют гораздо более важную роль, чем нефинансовые.
- Раздел 7. «Результаты деятельности» — счета для отражения доходов, расходов и финансовых результатов деятельности банка.

Следует отметить, что в отличие от «обычного» коммерческого плана счетов бухгалтерского учёта в каждом разделе банковского плана счетов есть и активные и пассивные счета (вперемежку). При этом в плане счетов банковского учёта осуществлён отказ от использования активно-пассивных счетов. Вместо этого введены так называемые «парные счета», выполняющие функции активно-пассивного счёта. Два таких счёта (активный и пассивный) работают вместо одного и часто имеют одно наименование. Для парных счетов предусмотрен особый режим работы. В приложении № 1 к Правилам дан «Список парных счетов, по которым может изменяться сальдо на противоположное».

Например:
- счёт 47403 (пассивный) и счёт 47404 (активный) — расчёты с валютными и фондовыми биржами;
- счёт 60311 (пассивный) и счёт 60312 (активный) — расчёты с дебиторами и кредиторами;
- счёт 70602 (пассивный) — доходы от переоценки ценных бумаг и счёт 70607 (активный) — расходы от переоценки ценных бумаг.

Правила работы с парными счетами:
- Допускается наличие остатка только на одном счёте из открытой пары.
- В начале операционного дня операции начинаются по тому счёту, где есть сальдо, а при его отсутствии, со счёта соответствующего смыслу хозяйственной операции.
- Если в конце рабочего дня на счёте образуется сальдо, противоположное принципу счёта, то оно должно быть бухгалтерской записью перенесено на соответствующий парный счёт.

Образование в конце дня в учёте дебетового сальдо по пассивному счету или кредитового по активному счету не допускается.
Интересно отметить «зеркальное» отражение одних и тех же объектов бухгалтерского учёта в учёте банка и его клиента, например:
- «расчётный счёт» — у предприятия активный: деньги на расчётном счёте — имущество предприятия,

 — у банка пассивный: привлечённые средства, задолженность банка клиенту (кредиторская).
- «кредит» — у предприятия пассивный: заёмный капитал, источник формирования имущества,

 — у банка активный: размещённые средства, задолженность клиента банку (дебиторская).

### Счета, не входящие в основной баланс
- Глава Б. «Счета доверительного управления» — отражает счета по учёту имущества и средств, не принадлежащих банку, а полученных в доверительное управление (по трастовым сделкам). Эти счета составляют отдельный баланс. Сделки по доверительному управлению учитываются только между счетами главы Б.
- Глава В. «Внебалансовые счета» — состоит из семи разделов. Счета главы В применяется для отражения информации о банковских операциях, не являющихся хозяйственными в бухгалтерском смысле, то есть, не влияющих на стоимость имущества, либо размер обязательств, но информацию о которых тем не менее необходимо учитывать.
  - Раздел 1 . (используется только ЦБ РФ)
  - Раздел 2. «Неоплаченный уставный капитал» — счета для учёта в кредитных организациях неоплаченной части номинальной стоимости акций, размещенных с рассрочкой платежа, неоплаченной стоимости долей уставного капитала.
  - Раздел 3. «Ценные бумаги» — счета для учёта бланков ценных бумаг, выпускаемых банком, до распространения или после их выкупа.
  - Раздел 4. «Расчётные операции и документы» — счета для учёта неоплаченных, но подлежащих оплате, расчётных документов клиентов.
  - Раздел 5. «Кредитные и лизинговые операции» — счета для учёта средств по обеспечению залога и поручительства, а также неиспользованных клиентом кредитных линий.
  - Раздел 6. «Задолженность, списанная и вынесенная за баланс из-за невозможности взыскания».
  - Раздел 7. «Корреспондирующие счета 99998 и 99999».

Поскольку счета главы В — внебалансовые, то при формировании проводок по ним не имеет смысла двойная запись. Однако Правилами эти счета по своему экономическому содержанию условно разделены на активные и пассивные. Для соблюдения принципа двойной записи введены счета раздела 7:
- активные счета главы В корреспондируют со счётом 99999 (пассивным);
- пассивные счета главы В корреспондируют со счётом 99998 (активным).

Однако возможна и двойная запись двух счетов главы В.
- Глава Г. «Срочные операции» — служат для учёта обязательств по поставке денежных средств, драгоценных металлов и ценных бумаг до наступления срока их исполнения. Они отражаются параллельно на активных счетах требований и пассивных — обязательств по поставке.
- Глава Д. «Счета ДЕПО» — служат для учёта ценных бумаг, сданных банку клиентами для учёта, трастовых операций, брокерских операций или для хранения. Ценные бумаги на счетах ДЕПО отражаются двойной записью:
  - в активе — по месту хранения;
  - в пассиве — по владельцам.

План счетов банковского учёта построен таким образом, что счета каждой из пяти глав плана замыкаются в самостоятельный баланс. Таким образом, бухгалтерские записи (проводки), в которых корреспондируют два счёта из различных глав — невозможны.
Однако определённая взаимосвязь между балансами различных глав может существовать, например:
- списание задолженности, безнадёжной к взысканию, в расход осуществляется в основном балансе главы А, но списанная задолженность учитывается на счёте раздела 6 главы В;
- при наступлении сроков исполнения банковской операции, остатки на срочных счетах главы Г закрываются, а операция отражается в основном балансе главы А.

## Правила обозначения и нумерации лицевого счёта
В плане счетов банковского учёта принята следующая структура: главы, разделы, подразделы, счета первого порядка, счета второго порядка. Номера синтетических счетов банковского учёта состоят из пяти знаков:
- 1-й знак: для счёта главы А равен номеру раздела 1 — 7; для счёта главы Б равен 8; для счетов глав В, Г и Д равен 9.
- 1 — 3 -й знаки — номер счёта первого порядка (укрупнённого счёта),

например 452 — кредиты, предоставленные негосударственным коммерческим организациям (в разделе 4 «Операции с клиентами»).
- 1 — 5 -й знаки — номер счёта второго порядка (детализированного),

например 45207 — кредиты, предоставленные негосударственным коммерческим организациям на срок от 1 года до 3 лет.
Пример 2 :
- раздел 2 «Денежные средства и драгоценные металлы»,
- счёт 1 порядка 202 «Наличные деньги и чеки»,
- счёт 2 порядка 20208 «Денежные средства в банкоматах».

В плане счетов банковского учёта свыше тысячи синтетических счетов. Однако бухгалтерские проводки между пятизначными синтетическими счетами осуществляются лишь в учебных целях. Реальные проводки банковского учёта осуществляются между двадцатизначными лицевыми счетами. Приложением 1 к Правилам определена схема обозначения и нумерации банковских лицевых счетов:
- 1 цифра — номер раздела,
- 2 — 3 цифра — номер счёта первого порядка,
- 4 — 5 цифра — номер счёта второго порядка,
- 6 — 8 цифра — код валюты,
- 9 цифра — ключевая цифра (служит для избежания ошибок),
- 10 — 13 цифра — номер филиала (структурного подразделения) банка,
- 14 — 20 цифра — порядковый номер лицевого счёта, однозначно определяющий его принадлежность конкретному клиенту.

Для счетов по учёту доходов и расходов банка (глава 7) предусмотрен особый порядок нумерации:
- 1 — 13 цифра — аналогично другим лицевым счетам,
- 14 — 18 цифра — символ отчёта о прибылях и убытках (приложение 4 Правил),
- 19 — 20 цифра — порядковый номер лицевого счёта.

Знаки в номере лицевого счета располагаются, начиная с первого разряда, слева. При осуществлении операций по счетам в иностранных валютах, а также в драгоценных металлах в лицевом счёте в разрядах, предназначенных для кода валюты, указываются соответствующие коды, предусмотренные Общероссийским классификатором валют (ОКВ), например:
- доллар США — 840,
- фунт стерлингов — 826,
- Японская иена — 392,
- швейцарский франк — 756,
- евро — 978,
- по счетам в валюте Российской Федерации используется признак рубля — 810.

Здесь необходимо обратить внимание, что специального раздела по учёту валютных операций в плане счетов нет. Счета в иностранной валюте открываются на тех же счетах второго порядка с открытием отдельных лицевых счетов в соответствующих валютах.
Схема обозначения лицевых счетов, приведённая в Правилах, предполагает наличие (в 9-м разряде номера лицевого счёта) цифры контрольного (защитного) ключа. Порядок расчёта контрольного ключа в номере лицевого счёта определён указанием Центрального банка Российской Федерации от 8 сентября 1997 года № 515. Контрольный ключ предназначен для контроля правильности номера лицевого счёта при обработке расчётно-платёжных документов.
Например, при формировании плательщиком платёжного поручения в адрес получателя средств, номер расчётного счёта получателя и корреспондентского счёта банка получателя бухгалтер вводит вручную из договора поставки или счёта, выставленного плательщиком. При этом при вводе громоздких двадцатизначных номеров счетов возможны технические ошибки. Наличие в номере счёта контрольной цифры позволяет выявить такую ошибку на этапе формирования документа. (Такая возможность, например, реализована программой «1-С бухгалтерия».)
Для расчёта контрольного ключа используется совокупность двух реквизитов: условного номера кредитной организации (представляющего собой последние три цифры банковского идентификационного кода БИК) и остальных цифр лицевого счёта. Контрольный ключ рассчитывается из этих двадцати двух цифр в соответствии с определённым алгоритмом. Соответственно, при проверке правильности записи номера лицевого счёта, по аналогичному алгоритму (но уже с учётом значения ключа) рассчитывается контрольное значение, которое при правильном номере лицевого счёта должно оказаться равным нулю.